# Palpita junctalis
Palpita junctalis là một loài bướm đêm trong họ Crambidae.